# 米尔和圣许贝特
米尔和圣许贝特（荷蘭語：Mill en Sint Hubert，荷蘭語：[mɪl ɛn sɪnt ˈɦybɛrt] ⓘ）是荷蘭的一個市镇，位於荷蘭南部，在行政區劃上屬於北布拉班特省。

## 外部連結
- 维基共享资源上的相關多媒體資源：米尔和圣许贝特
- Official website （页面存档备份，存于）